# Petrich
Petrich ou Petrič é um município da Bulgária localizado na província de Blagoevgrad.
Possui 56.128 habitantes (31/12/2008).

## População
| Petrich | Petrich | Petrich | Petrich | Petrich | Petrich | Petrich | Petrich | Petrich | Petrich | Petrich | Petrich | Petrich | Petrich | Petrich | Petrich | Petrich | Petrich | Petrich | Petrich |
| --- | ------- | ------- | ------- | ------- | ------- | ------- | ------- | ------- | ------- | ------- | ------- | ------- | ------- | ------- | ------- | ------- | ------- | ------- | ------- |
| Ano | 1887    | 1910    | 1934    | 1946    | 1956    | 1965    | 1975    | 1985    | 1992    | 2001    | 2002    | 2003    | 2004    | 2005    | 2006    | 2007    | 2008    | 2009    | 2010    |
| População |         |         |         | 13,493  | 16,401  | 20,639  | 24,379  | 26,491  | 27,659  | 29,606  | 29,700  | 29,947  | 30,022  | 30,092  | 30,013  | 29,785  | 29,776  | 29,862  | 29,920  |
| Fontes: Instituto Nacional de Estatísticas, „citypopulation.de“, „pop-stat.mashke.org“, Bulgarian Academy of Sciences |         |         |         |         |         |         |         |         |         |         |         |         |         |         |         |         |         |         |         |